# Guillaume Lacoste
Guillaume Lacoste (Gramat, 19 juin 1766 - Sainte-Marguerite, 1er janvier 1844) est un religieux français. 

## Biographie
Abbé, Guillaume Lacoste est proviseur du lycée de Cahors de 1819 à 1828. 
Dans ses loisirs, il a écrit une Histoire générale de la province de Quercy en quatre volumes qui sera publiée en 1883, près de 50 ans après sa mort. Son ouvrage fait encore autorité.

## Publication
- Histoire générale de la province de Quercy, publiée par les soins de MM. L. Combarieu et F. Cangardel, J. Girma, Cahors, M DCCC LIII (1883), réédition F.E.R.N., 1968.
  - tome 1 : lire en ligne sur Gallica ;
  - tome 2 : lire en ligne sur Gallica ;
  - tome 3 : lire en ligne sur Gallica ;
  - tome 4 (index général à la fin) : lire en ligne sur Gallica.